# Хакстебл, Ада Луиз
Ада Луиз Хакстебл (урождённая Лэндман; 14 марта 1921 — 7 января 2013) — писательница и американский архитектурный критик, писавшая об архитектуре. Хакстебл основала архитектурную и городскую журналистику в Северной Америке и повысила осведомленность общественности о городской среде. В 1970 году ей была присуждена первая в истории Пулитцеровская премия за критику. В 1981 году ей было присвоено звание стипендиата Фонда Макартура. Архитектурный критик Пол Голдбергер, также лауреат Пулитцеровской премии (1984) за архитектурную критику, сказал в 1996 году: «До Ады Луизы Хакстейбл архитектура не была частью общественного диалога». «Она была большой любительницей городов, великой защитницей памятников и центральной планетой, вокруг которой вращались все остальные критики», — сказал архитектор Роберт Стерн, декан Школы архитектуры Йельского университета.

## Ранний период жизни
Ада Хакстебл родилась 14 марта 1921 года в Нью-Йорке в семье Лии и Майкла Лэндмана. В 1941 году она с отличием окончила Хантерский колледж, а после окончания университета изучала историю архитектуры в Институте изящных искусств Нью-Йоркского университета. Во время учёбы в Хантере она занималась разработкой декораций для театральных постановок колледжа.
С 1942 по 1950 годы продолжила обучение в аспирантуре Нью-Йоркского университета. С 1950 по 1951 год, получив стипендию американо-итальянской комиссии Фулбрайта, год путешествовала по Италии, изучая итальянскую архитектуру и инженерию.

## Карьера
С 1946 по 1950 год Ада работала помощником куратора по архитектуре и дизайну в Музее современного искусства Нью-Йорка.  
В 1958 году получила стипендию Гуггенхайма для исследования достижений американской архитектуры в области строительства и дизайна.
С 1950 по 1963 год она была редактором журнала Progressive Architecture and Art in America.
С 1963 по 1981 год стала первым архитектурным критиком в The New York Times. Хакстебл стала второй женщиной, назначенной в редакционную коллегию «The Times» в 1973 году. Её архитектурные труды были посвящены гуманистическому смыслу и художественной силе, что также подразумевало её недовольство проектами, в которых отсутствовала гражданская активность. Она сделала архитектуру более значимой частью общественного диалога, появившись на первой странице «The New York Times». 
С 1968 по 1971 год её общественное мнение было настолько влиятельным, что её увековечили в карикатурах журнала «New Yorker». Она получила гранты от «Фонда Грэма» на ряд проектов, включая грант на книгу «Will They Ever Finish Bruckner Boulevard?» («Закончат ли они когда-нибудь бульвар Брукнера?»). 
В 1981 году она покинула «The Times», получив стипендию Макартура. 
В 1974 году Хакстейбл была избрана членом Американской академии искусств и наук, а в 1989 году — членом Американского философского общества. 
В 1996 году она получила премию в размере 24 долларов от Музея города Нью-Йорка за свой вклад в развитие города.
С 1997 по 2012 год Ада Хакстейбл была архитектурным критиком The Wall Street Journal. Её последняя статья в газете была опубликована за месяц до её смерти в 2013 году.
Джон Костонис, писавший о формировании эстетики общества, выбрал Аду в качестве примера влиятельного медиакритика, отметив, что «продолжающийся обстрел из [ее] воскресной колонки… заставил нью-йоркских застройщиков, политиков и бюрократов годами прятаться». Он воспроизводит карикатуру, в которой строители у подножия строительной площадки с фундаментом и несколькими балками сетуют, что «Аде Луиз Хакстебл это уже не нравится!».
Картер Уайзман писал: «Упорство Хакстебл в интеллектуальной строгости и высоких стандартах дизайна сделало её совестью национального архитектурного сообщества».

Она написала одиннадцать книг по архитектуре, включая биографию Фрэнка Ллойда Райта (издана в 2004 году для серии «Penguin Lives». Она была одним из главных инициаторов создания Комиссии по сохранению достопримечательностей Нью-Йорка  (1965). В то же время она критиковала обращение к прошлому Нью Йорка (1968):
Нет ничего лучше, чем сохранить старый город там, где ему и место, и где его призраки чувствуют себя как дома. [Но] пожалуйста, джентльмены, никаких конных экипажей, никаких костюмов, никаких париков, никаких декораций, никаких милых старых магазинов, никаких «воссозданий», которых никогда не было, никакого фальшивого старого Нью-Йорка… Это извращение, а не сохранение.
Устная биография Ады Хакстебл от Линн Гилберт была включена в книгу «Particular Passions: Talk With Women Who Shaped Our Times» («Особые страсти: беседы с женщинами, которые сформировали наше время»).
Хакстебл приглашалась для участия в работе многочисленных жюри и комитетов, так она была:
- членом жюри Притцкеровской архитектурной премии
- членом жюри Императорской премии Японии
- членом комитетов по архитектурному отбору и проектированию зданий Центра Гетти и Виллы Гетти.

## Личная жизнь
В 1942 году она вышла замуж за промышленного дизайнера Гарта Хакстебла.

## Смерть и архив
Хакстейбл умерла 7 января 2013 года в Мемориальном онкологическом центре имени Слоуна-Кеттеринга на Манхэттене.
Вскоре после её смерти Научно-исследовательский институт Гетти объявил о приобретении архива Хакстебл, охватывающего период с 1921 по 2013 год и включающего 93 коробки и 19 ящиков с рукописями и машинописными текстами, отчётами, перепиской и документами, а также исследовательскими файлами, полными заметок, вырезок, фотокопий, оригинальных фотографий объектов архитектуры и дизайна, сделанных современными фотографами.

## Публикации
- «Goodbye History, Hello Hamburger: An Anthology of Architectural Delights and Disasters» («Прощай, история, привет, гамбургер: антология архитектурных восторгов и катастроф»), 1986, ISBN 9780891331193
- «Architecture, Anyone? Cautionary Tales of the Building Art» («Архитектура, кто-нибудь? Поучительные истории о строительном искусстве»), 1988, ISBN 9780394529097
- «Kicked A Building Lately?» («Недавно пнули здание?»), 1989, ISBN 9780520062078 (впервые опубликовано в 1976 году)
- «Will They Ever Finish Bruckner Boulevard?» («Достроят ли когда-нибудь бульвар Брукнера?») , сборник материалов, опубликованных в The New York Times (1989)[5]
- «The Tall Building Artistically Reconsidered»  («Художественно переосмысленное высотное здание, история небоскреба»), 1993[5], ISBN 9780394537733
- «The Unreal America: Architecture and Illusion» («Нереальная Америка: Архитектура и Иллюзия»), 1999, ISBN 9781565840553
- «On Architecture: Collected Reflections on a Century of Change» («Об архитектуре: Собрание размышлений о столетии перемен »), 2008, ISBN 9780802717078
- «Frank Lloyd Wright: A Life» (« Фрэнк Ллойд Райт: Жизнь»), 2008, ISBN 9780143114291